# Тахуа
Тахуа, Тахва (фр. Tahoua) — найбільше місто центрального Нігеру, департаменту Тагуа і регіону Тагуа. В 2012 році населення міста становило 117 826 осіб (73 002 на 2001 рік). Тахуа знаходиться у Сахелі і є адміністративним центром однойменного департаменту, населення якого становить 186 992 осіб (2004 рік).
Обслуговується аеропортом «Тагуа».

## Історія

### Повстання 2007 року
Друге повстання туарегів, що почалося в 2007 році торкнулося і Тахуа, що є головним містом цього народу. У зв'язку з бойовими діями, практично нанівець зійшов потік туристів з США та Європи.

## Економіка
Тахуа є важливим економічним центром, перетином народів туарегів і фульбе. В районі міста видобуваються фосфати. У місті є аеропорт, він є великим транспортним вузлом між містами Агадес і Ніамей.

## Основні пам'ятки

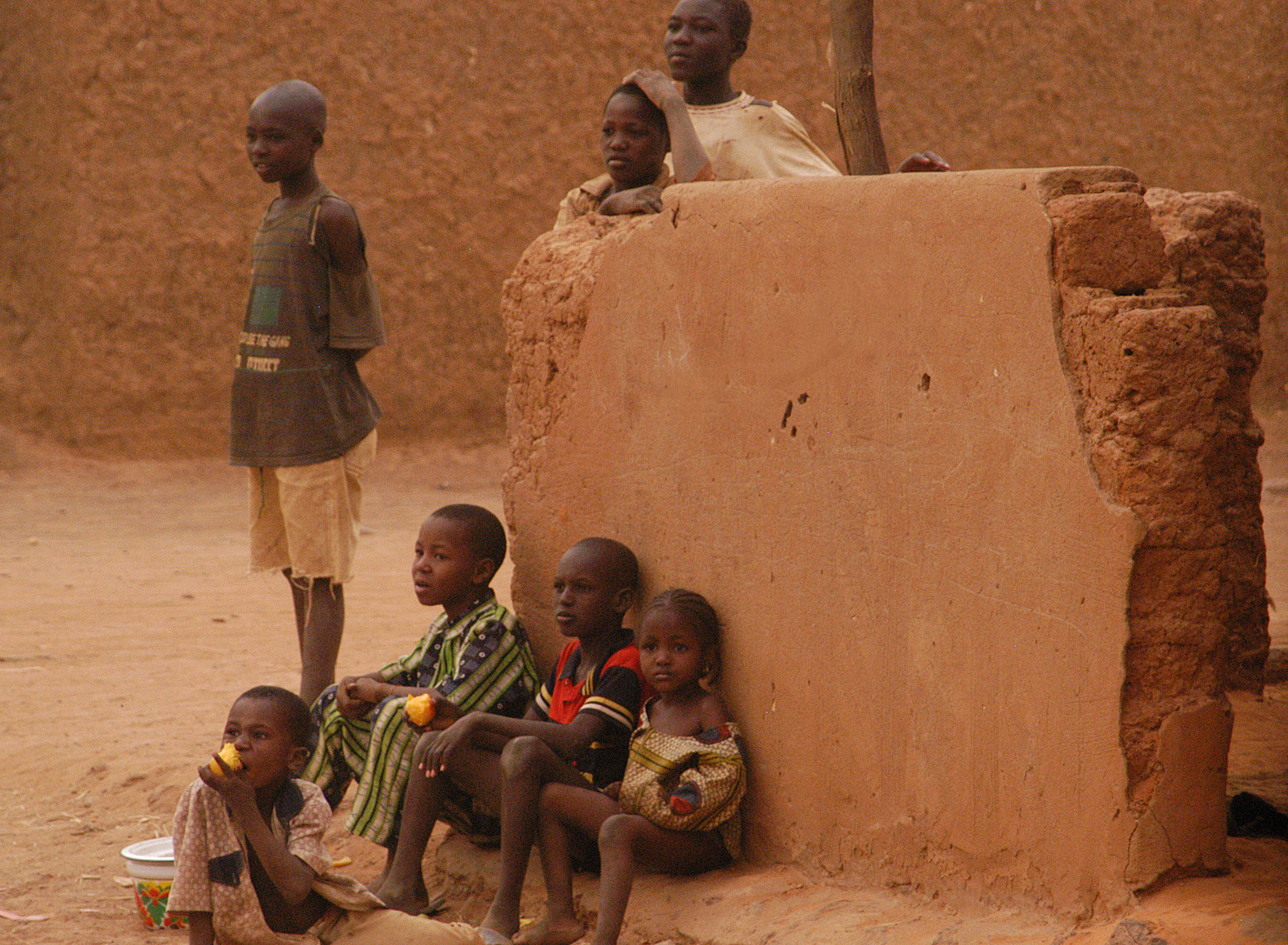
Діти в Тахуа

Основними визначними пам'ятками міста є мечеті, ринок.

## Цікаві факти
- Мешканцями міста є в тому числі і туареги.